# Revista Kodak
Revista Kodak foi uma revista brasileira editada em Porto Alegre.

## Histórico
Foi a primeira revista ilustrada da cidade, editada inicialmente na gráfica do Instituto Parobé. Também foi a pioneira na veiculação de abundante material fotográfico e também a primeira a enfocar o público dos cinemas locais, publicando fotogravuras como conteúdos independentes e 
logo a seguir como ilustrações de anúncios publicitários de exibidores cinematográficos.
Circulou semanalmente entre 1912 e 1920, voltada para arte, cultura e vida social, tinha por objetivo ser a fotografia semanal do Estado e, particularmente, da cidade.
Era pautada pela presença de conteúdo cuja quantidade de assuntos amenos era considerável, aberta às tendências comportamentais do mundo moderno. Por isso tinha um público mais restrito, ligado principalmente  aos centros urbanos, detentores de melhores condições econômicas, já que a fartura de material fotográfico encarecia a publicação, que acabava custando bem mais que um jornal diário.
Em 2012 o  Museu de Comunicação Social Hipólito José da Costa pretende organizar uma exposição em comemoração ao centenário de fundação da Revista Kodak.

## Artistas
A revista atraiu diversos artistas, entre litógrafos, pintores, fotógrafos, escritores e poetas. Publicaram suas obras na Revista Kodak: Giuseppe Gaudenzi, João Fahrion, Aureliano de Figueiredo Pinto, Augusto Gonçalves de Sousa Júnior, Emílio Guimarães e o Barão de Itararé.

## Acervos
É possível ter acesso a alguns exemplares da Revista Kodak no  Museu de Comunicação Social Hipólito José da Costa. A Biblioteca Pública do Estado do Rio Grande do Sul também possuía uma coleção incompleta, roubada no inverno de 2007.

## Outras Revistas
Houve uma Revista Kodak que circulou no Rio de Janeiro na década de 1930, até pelo menos 1941, outra na Espanha que circulou nas décadas de 1920 e 30, a Revista Kodak para fotografos aficionados.